# (We Ain’t Got) Nothin’ Yet
(We Ain’t Got) Nothin’ Yet — песня группы Blues Magoos из альбома Psychedelic Lollipop, выпущенная в ноябре 1966 года и достигшая в следующем 1967 году высших чартов США. Авторами песни выступили Рон Гилберт, Ральф Скала и Майк Экспозито. Риффы на Vox Continental основываются на риффах, используемых гитаристом Джеймсом Бертоном в кавере Рика Нельсона на арию «Summertime», написанную Джорджем Гершвином. Данная песня Blues Magoos стала источником вдохновения Deep Purple при создании их хита 1970 года «Black Night».

## Позиция в чартах
| Чарт (1967)           | Позиция |
| --------------------- | ------- |
| Billboard Pop Singles | 5       |

## Версия The Spectres
«(We Ain’t Got) Nothin' Yet» — сингл/кавер-версия, выпущенный британской рок-группой The Spectres (позже взяла себе название Status Quo) в 1967 году.

### Список композиций
1. «(We Ain’t Got) Nothin' Yet» (Гилберт/Скала/Эспозито) (2.18)
2. «I Want It» (Линс/Кофлан/Росси/Ланкастер) (3.01)